# Казаковцев, Анатолий Алексеевич
Анатолий Алексеевич Казаковцев (род. 30 сентября 1936, Киров) — заслуженный тренер России, почетный гражданин города Кирова, главный тренер команды «Родина» по хоккею с мячом, главный тренер юношеской сборной России, а также взрослой сборной России по мини-хоккею, заслуженный работник физической культуры и спорта РФ.

## Биография
Анатолий Казаковцев родился 30 сентября 1936 года в городе Кирове в семье рабочих.
В 1954 году получил должность рабочего связи Горьковской железной дороги. В 1955—1958 годах служил в советской армии. В 1958 году стал работать электросварщиком и занялся футболом и хоккеем с мячом. Был в составе команды по хоккею с мячом, которая становилась чемпионом Кировской области. Окончил Смоленский институт физкультуры. В 1972 году был назначен тренером по хоккею с мячом спортивного клуба «Родина».
Анатолий Казаковцев способствовал созданию в городе школы по хоккею с мячом. Тренировал команды первой и высшей лиги, подготовил 49 мастеров спорта СССР и России, 11 мастеров спорта международного класса. Привёл команду «Родина» к победе в финале спартакиады РСФСР.
Под руководством Анатолия Казаковцева команда «Родина» пришла к победе на чемпионатах РСФСР в 1980, 1982 и 1992 годах, вышла в высшую лигу, стала третьим призёром на чемпионатах в 1993 году и 2000 году, третьим призёром Кубка России в 2003 году. Команда «Родина» под его руководством становилась чемпионом РСФСР среди юношей 1974, 1986, 1987 годов и вторым призёром чемпионата СССР среди юношей 1986 года. Анатолий Казаковцев руководил сборными России, которая стала чемпионом мира среди юношей 1995 и 1997 годов.
Он воспитал таких спортсменов, как Игорь Загоскин, Андрей Мороков, Вячеслав Бронников, Сергей Обухов, Денис Слаутин, Александр Тюкавин, Константин Зубарев, Сергей Шабуров, Сергей Фоминых, Игорь Коноплев и Константин Поскребышев. Его воспитанники Обухов, Тюкавин — входили в состав сборной команды России и становились чемпионами мира, завоевывали звание заслуженного мастера спорта. Ученики Вадим Тяпугин и Юрий Бушуев стали заслуженными тренерами России.

## Награды и звания
- Почетный гражданин города Кирова[3] (2006 год)[5]
- Кавалер ордена «Знак Почета»[4]
- Почётный знак Федерации хоккея с мячом России[2]
- Почётный знак «За заслуги перед городом Кировым»[3]
- Заслуженный тренер РСФСР[2]
- Заслуженный работник физической культуры и спорта РФ[2]